# Base aérienne d'Ämari
La base aérienne d'Ämari est une base aérienne militaire en Harjumaa, en Estonie, située à 7 kilomètres au sud du lac Klooga (en) et à 37 kilomètres au sud-ouest de Tallinn. La longueur de la piste ne comprend pas un dépassement de 250 mètres à chaque extrémité.

## Historique
À l'époque soviétique, Ämari abritait le 321 et/ou le 170 MShAP (321e et/ou 170e Régiment d'aviation navale Shturmovik), équipés d'avions Su-24.
L'escadre de surveillance aérienne de l'armée de l'air estonienne a été créée le 1er janvier 1998 et est située sur la base aérienne d'Ämari.
Après l'adhésion de l'Estonie à l'OTAN en 2004, la base aérienne d'Ämari a été rendue interopérable. En septembre 2010, la piste renouvelée a été officiellement inaugurée[réf. souhaitée].

## Usage actuel

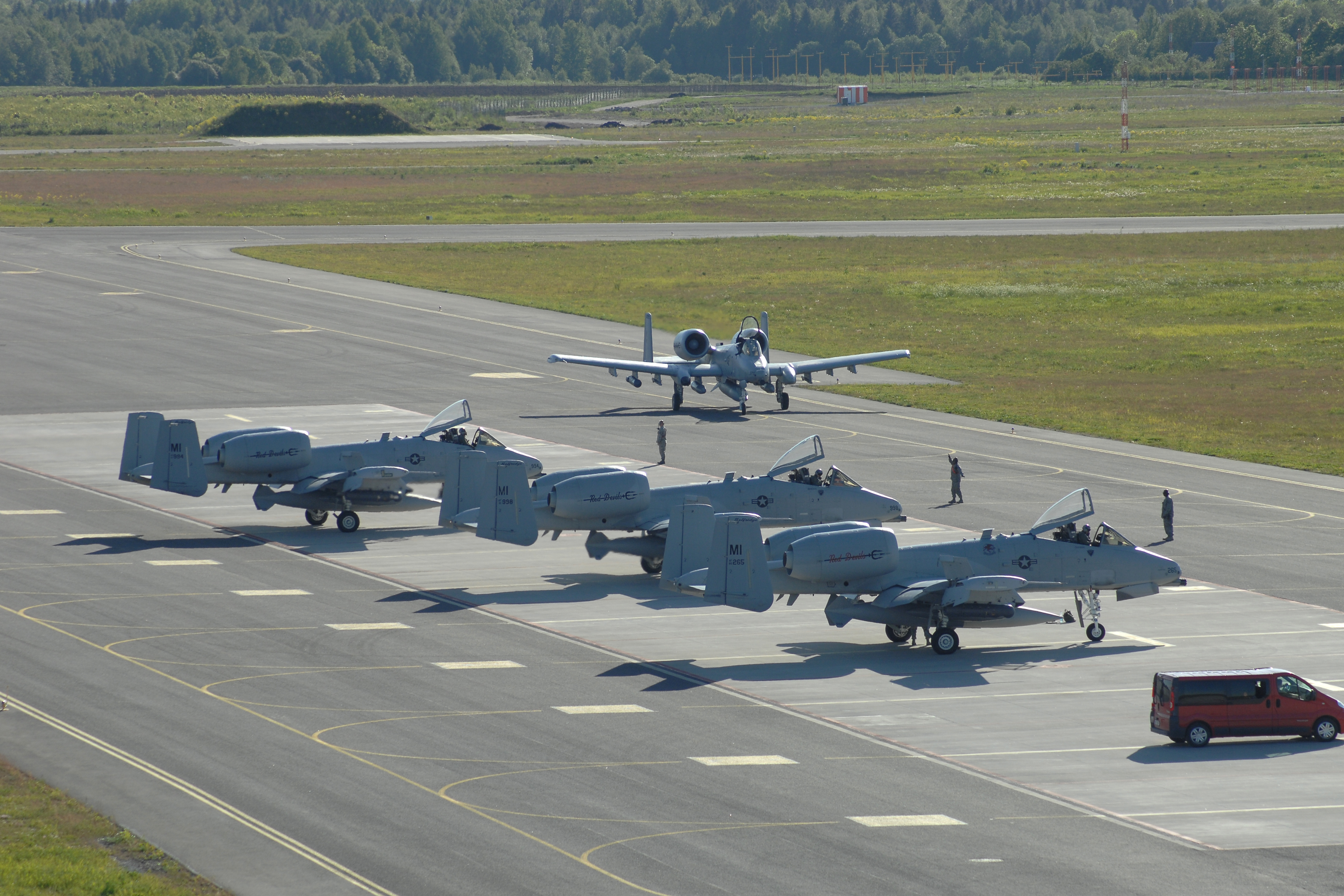
A-10 de la Garde nationale aérienne du Michigan sur la base aérienne d'Ämari en 2012.

Depuis avril 2014, la base aérienne d'Ämari héberge des appareils de l'OTAN participant à l'opération Baltic Air Policing. Le 30 avril 2014, cette mission a débuté avec l'arrivée de quatre F-16 danois.
En 2015, il a été annoncé que les moyens aériens de l'opération américaine Atlantic Resolve seraient basés à cet endroit.
En septembre 2015, des chasseurs du F-22 Raptor ont fait un passage par la base d'Ämari.

## Situation
| Kuressaare Kärdla Pärnu Tallinn Tartu Kihnu Ruhnu Tapa Amari |